# Elisabeth Höngen
Elisabeth Hoengen (Elisabeth Höngen) fue una contralto y mezzosoprano alemana nacida en 1906 en Gevelsberg, Alemania, murió en Viena en 1997.
Se destacó por sus dotes de actriz en papeles de gran intensidad y carácter en una carrera que abarcó casi cuarenta años.
Debutó en 1933 en el Teatro Municipal de Wuppertal siguiendo en 1935 en la Opera de Düsseldorf, donde permaneció cinco años hasta incorporarse a la Staatsoper de Dresde. En 1943, Karl Böhm la nombró artista estable la Opera de Dresde y en Viena. 
Fue ovacionada en Salzburgo, donde debutó en 1948 como Orfeo dirigida por Herbert von Karajan y en 1950 participó en El anillo del nibelungo en La Scala con Wilhelm Furtwängler y en la reapertura del Festival de Bayreuth en la Novena Sinfonía de Beethoven con el mismo director.
Triunfó en los principales escenarios del mundo, la Opera del Covent Garden de Londres, el Metropolitan Opera de Nueva York. En 1949 debutó en el Teatro Colón de Buenos Aires como Magdalena en Los maestros cantores de Núremberg y como la Nodriza en Die Frau ohne Schatten dirigidas por Erich Kleiber.
Además de Amneris, Dalila, Ulrica, Adriano, Brangania, Carmen y Lady Macbeth - su interpretación más conocida - fue especialista en roles de carácter como la Tía princesa de Suor Angelica de Puccini, la Nodriza, Waltraute, Fricka, Herodias, Klytamnestra, la Condesa en La dama de picas de Chaicovski, la Bruja en Hansel y Gretel y otras.
Se despidió de la escena en 1971, en Viena en Arabella de Strauss.

## Discografía de referencia
- Beethoven: Symphony No 9 "choral" / Furtwängler
- Beethoven: Symphony No 9 / Böhm,
- Bizet: Carmen / Böhm, en alemán
- Hindemith: Requiem For Those We Love / Hindemith, 1956
- Humperdinck: Hansel Und Gretel / Cluytens
- Janacek: Jenufa / Krombholc, 1964, Viena
- Mozart: Die Zauberflöte / Furtwängler,
- Mozart: Le Nozze Di Figaro / Karajan (Marcellina)
- Poulenc: Dialogues Des Carmélites / B. Klobucar, Viena, 1961
- R. Strauss: Salome / Krauss, 1947, Londres (Herodias)
- R. Strauss: Die Frau Ohne Schatten / Böhm, Viena 1955 (Nodriza)
- R. Strauss: Die Frau Ohne Schatten / Böhm, Viena 1953 (Nodriza)
- Verdi: Messa Da Requiem / Jochum, 1952
- Wagner: Der Ring Des Nibelungen / Furtwängler, La Scala , 1950 (Fricka, Waltraute)
- Wagner: Götterdämmerung / Knappertsbusch, Bayreuth 1951 (Waltraute)
- Wagner: Parsifal / Karajan, Viena, 1961 (Kundry, Acto 1 y parte del 2)
- Elisabeth Höngen Singt Lieder - Wagner, Brahms, Wolf, Et Al